# Dawid Gunia
Dawid Gunia (ur. 1 stycznia 1987 w Raciborzu) – polski siatkarz, grający na pozycji środkowego.

## Kariera
Karierę sportową rozpoczynał w AZS-ie Rafako Racibórz. Maturę zdał w Szkole Mistrzostwa Sportowego w Spale. W sierpniu 2006 roku przeszedł do zespołu rezerw Skry Bełchatów uczestniczącego w I lidze (zaplecze PLS-u).
Na sezon 2007/2008 został wypożyczony do Asseco Resovii Rzeszów, grającej w Polskiej Lidze Siatkówki. W tej edycji rozgrywek klubowych z rzeszowską drużyną zajął 4. miejsce w Pucharze Challenge. W latach 2009–2013 zawodnik Indykpolu AZS UWM Olsztyn. Sezon 2013/2014 spędził w AZS Politechnice Warszawskiej. W maju 2015 roku został siatkarzem Cuprum Lubin. Od sezonu 2018/2019 był zawodnikiem Jastrzębskiego Węgla. W czerwcu 2019 roku został siatkarzem MKS-u Będzin. Po sezonie 2022/2023 ukończonym w drużynie PGE Skra Bełchatów postanowił zakończyć siatkarską karierę.

## Sukcesy klubowe
PlusLiga:
- 2019